# LibreOffice Draw
LibreOffice Draw je besplatni program za obradu vektorske grafike otvorenog koda. To je jedna od aplikacija uključenih u paket LibreOffice. Softver se može koristiti za kreiranje složenih figura pomoću alata za oblike, pravih i zakrivljenih alata, alata za poligone, između ostalog.
Kao i ostale komponente LibreOffice-a, Draw se može pokrenuti na Linux-u, macOS-u i Microsoft Windows-u. Postoje zajedničke verzije za mnoge druge platforme. Ekosistemski partner Collabora koristi uzvodni kod LibreOffice-a i takođe pruža aplikacije za Android, iOS, iPadOS i ChromeOS.